# Die Unbestechlichen (1976)
Die Unbestechlichen ist ein US-amerikanischer Spielfilm des Regisseurs Alan J. Pakula aus dem Jahr 1976. Der Film ist eine Adaption des Buches Die Watergate-Affäre (Originaltitel: All the President’s Men) von Carl Bernstein und Bob Woodward, die im Film von Dustin Hoffman und Robert Redford verkörpert werden. In den DDR-Kinos lief der Film unter dem Verleihtitel: „Alle Männer des Präsidenten“.
William Goldman schrieb das Drehbuch nach dem Tatsachenbericht über den Polit-Skandal. Zusammen mit Klute (1971) und Zeuge einer Verschwörung (1974) bildet Die Unbestechlichen die „Paranoia-Trilogie“ in Pakulas Werk.

## Handlung
Der Film beschreibt die mehrjährigen Recherchen der Journalisten Carl Bernstein und Bob Woodward von der Washington Post seit dem US-Präsidentschaftswahlkampf 1972. Sie deckten auf, dass Mitarbeiter des Weißen Hauses bei einem gescheiterten Einbruch vorhatten, das Wahlkampfbüro der oppositionellen Demokratischen Partei abzuhören, was schließlich zum Rücktritt des US-Präsidenten Richard Nixon führte. Dabei trifft sich Woodward öfter mit einem geheimnisvollen Informanten, der nur unter dem Decknamen „Deep Throat“ genannt wird, der ihm bei seinen Recherchen entscheidend weiterhilft und dessen Identität zum Zeitpunkt der Dreharbeiten nicht bekannt war. Erst am 31. Mai 2005 wurde durch die Berichterstattung des US-Magazins Vanity Fair öffentlich, dass es sich bei der geheimen Quelle um den ehemaligen Bundesagenten des FBI Mark Felt gehandelt hatte.

## Erfolg
Der acht Millionen Dollar teure Film spielte allein in den USA 70 Millionen Dollar ein. Unter anderem wurde Die Unbestechlichen für acht Oscars, vier Golden Globes und zehn British Academy Film Awards nominiert und ging bei der Oscarverleihung 1977 in vier Oscar-Kategorien als Sieger hervor. Ende 2010 wurde der Film in das National Film Registry der US-Kongressbibliothek aufgenommen. Die Begründung: Es sei das seltene Beispiel, dass ein Bucherfolg in einen Kinohit und ein Kulturphänomen übertragen wurde.

## Deutsche Fassung
Die deutsche Synchronbearbeitung entstand 1976.
| Rolle                         | Darsteller      | Synchronsprecher    |
| ----------------------------- | --------------- | ------------------- |
| Bob Woodward                  | Robert Redford  | Rolf Schult         |
| Carl Bernstein                | Dustin Hoffman  | Manfred Schott      |
| Harry M. Rosenfeld a          | Jack Warden     | Edgar Ott           |
| Ben Bradlee a                 | Jason Robards   | Gottfried Kramer    |
| Howard Simons a               | Martin Balsam   | Martin Hirthe       |
| Judy Hoback b                 | Jane Alexander  | Hallgerd Bruckhaus  |
| „Deep Throat“ c               | Hal Holbrook    | Lothar Blumhagen    |
| Donald Segretti               | Robert Walden   | Wilfried Herbst     |
| Martin Dardis d               | Ned Beatty      | Heinz Theo Branding |
| Hugh Sloan                    | Stephen Collins | Thomas Danneberg    |
| Deborah "Debbie" Murray Sloan | Meredith Baxter | Gisela Fritsch      |
| Joe, FBI-Agent                | Jess Osuna      | Joachim Cadenbach   |

Fußnoten zu den Beteiligten

## Kritiken
„Spannend, […] ausgezeichnet gespielt. […] ein Politthriller von hoher Qualität und Dichte.“

„Es ist der Musterfall eines gelungenen Dokumentarspiels […].“

„Pakula gelingt es erstaunlicherweise, aus sattsam bekannten Details und unter Verzicht auf jegliche Dramatisierung einen spannenden Film zu machen, der viel über amerikanisches Selbstverständnis und Presseverständnis aussagt. Pakulas Handikap: Allzuoft artet sein Film in Telephonorgien aus, die dem Talent seiner Stars nicht sehr viel Raum lassen.“

## Auszeichnungen (Auszug)
Oscar
Auszeichnungen
- Bestes adaptiertes Drehbuch: William Goldman
- Bester Nebendarsteller: Jason Robards
- Bester Ton: Arthur Piantadosi, Les Fresholtz, Rick Alexander, James E. Webb
- Bestes Szenenbild: George Jenkins, George Gaines

Nominierungen
- Bester Film: Walter Coblenz
- Beste Regie: Alan J. Pakula
- Beste Nebendarstellerin: Jane Alexander
- Bester Schnitt: Robert L. Wolfe

Writers Guild of America
- Bestes adaptiertes Drehbuch: William Goldman

New York Film Critics Circle Awards
- Bester Film
- Beste Regie: Alan J. Pakula
- Bester Nebendarsteller: Jason Robards